# Calonotos trinitatis
Calonotos trinitatis är en fjärilsart som beskrevs av Embrik Strand. Calonotos trinitatis ingår i släktet Calonotos och familjen björnspinnare. Inga underarter finns listade i Catalogue of Life.